# Madstedborg
Madstedborg är en ö i Danmark.   Den ligger i Thisteds kommun i Region Nordjylland, i den nordvästra delen av landet, 290 km nordväst om Köpenhamn. Madstedborg ligger i sjön Ovesø